# TPS Cinétoile
TPS Cinétoile est une chaîne de télévision française appartenant au Groupe TPS ayant émis entre 1997 et 2007.

## Histoire
Cinétoile est créée le 12 janvier 1997 par le Groupe TPS, en même temps que Cinéstar 1 et Cinéstar 2.
Lors de la création du bouquet TPS Premium le 1er septembre 2003, Cinétoile devient TPS Cinétoile.
À la suite de la fusion des bouquets TPS et de Canalsat en 2007, TPS Cinétoile est supprimée afin d'éviter un doublon avec CinéCinéma Classic, qui diffuse la même thématique cinématographique.

## Identité visuelle

### Logos

Logo de Cinétoile du 12 janvier 1997 au 1er septembre 2003
Logo de TPS Cinétoile du 1er septembre 2003 au 21 mars 2007

### Slogans
- [Quand ?] : « La chaîne des classiques du cinéma »

## Programmes
TPS Cinétoile diffuse les grands classiques du cinéma.

## Diffusion
Elle est alors disponible sur TPS par satellite et par ADSL, du 1er septembre 2003 au 21 mars 2007.